# Fornudden

Fornudden är ett område beläget i den västra delen av Fornuddsparken och Kumlaviken i Trollbäcken i Tyresö kommun. Fornudden ligger vid sjön Drevviken.
I Fornudden finns en skola, 2 ålderdomshem och en bollplan, Fornuddens skola samt ett gravfält från yngre järnåldern; Kumla bygravfält. Naturen är av "naturparkskaraktär", med stora vita mattor av vitsippor om våren och buskskiktet består till stor del av hasselbuketter. Andra örter här är tandrot, vårärt och sårläka. Trädskiktet domineras av stora ekar, Tyresös tredje största ek (vad gäller stamomfång) kan hittas här.
Området finns med i kommunens naturinventering och redovisas i Översiktsplanen 2008 som ett område med lokalt värde. Markägare är kommunen.
I området är all åverkan på gravfältets 25-tal järnåldersgravar förbjudet. Cykel- och mopedåkning är därför också förbjudet inom gravfältet.